# دنیاگیری کووید-۱۹ در پاراگوئه
دنیاگیری کووید-۱۹ در پاراگوئه بخشی از دنیاگیری بیماری کروناویروس ۲۰۱۹ در جهان است. اولین مورد تأیید شده در پاراگوئه در ۷ مارس ۲۰۲۰ در شهر سن لورنزو اعلام شد.